# Шляйх, Эдуард фон
Эдуард Риттер фон Шляйх (нем. Eduard-Maria Joseph Ritter von Schleich; 9 августа 1888 — 15 ноября 1947) — немецкий лётчик истребитель, ас Первой мировой войны, участник Второй мировой войны на командных должностях в люфтваффе.

## Биография
Участвовал в Первой мировой войне и добился 35 воздушных побед. Носил прозвище Чёрный Рыцарь.
Между войнами работал пилотом, вступил в нацистскую партию и занимался полувоенной лётной организацией СС. Затем вернулся на военную службу в Люфтваффе. В составе миссии в Румынию тренировал её ВВС, входил в состав командования оккупационных сил в Дании (где во время операции Сафари возглавил атаку на королевский дворец), наземные службы Люфтваффе в Норвегии до конца 1944 года. Вышел в отставку в чине генерал-лейтенанта, в 1947 году скончался от проблем с сердцем.